# Fernando García (judoka)
Fernando H. García (18 de abril de 1935) es un deportista filipino que compitió en judo. Ganó dos medallas de bronce en el Campeonato Asiático de Judo en los años 1970 y 1974.

## Palmarés internacional
| Campeonato Asiático | Campeonato Asiático  | Campeonato Asiático | Campeonato Asiático |
| Año                 | Lugar                | Medalla             | Categoría           |
| ------------------- | -------------------- | ------------------- | ------------------- |
| 1970                | Kaohsiung (Taiwán)   | Medalla de bronce   | –93 kg              |
| 1974                | Seúl (Corea del Sur) | Medalla de bronce   | –93 kg              |